# Markowo (Morąg)
Markowo (deutsch Reichertswalde) ist ein Ortsteil der polnischen Gemeinde Morąg (Mohrungen) in der Woiwodschaft Ermland-Masuren mit etwa 400 Einwohnern.

## Geografie
Markowo ist zwölf Kilometer in südlicher Richtung von der Zentralgemeinde Morąg entfernt. Nördlich fließt die Wąska (Weeske), ein Fluss der nach rund 30 Kilometern in den Druzno (Drausensee) mündet. Westlich verläuft die Woiwodschaftsstraße 527, die nach vier Kilometern über eine untergeordnete Landstraße zu erreichen ist und die nach Morąg und Pasłęk (Preußisch Holland) führt. Markowo liegt auf einer Höhe von etwa 155 Metern über N.N. und ist von den Wäldern des Reichertswalder Forst umgeben.

## Geschichte

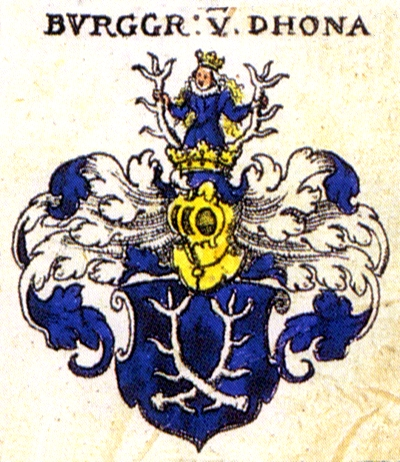
Dohnasches Wappen von 1605

Markowo entstand als deutsche Siedlung Anfang des 15. Jahrhunderts im Zuge der Besiedlung der prußischen Landschaft Pogesanien durch den Deutschen Orden. Seine erste Erwähnung erfuhr der Ort 1406 durch einen Eintrag im Zinsbuch des Ordens. Als Ortsnamen sind zunächst Richardiswalt und Richterswalde bekannt, ehe sich bis 1945 die Ortsbezeichnung Reichertswalde durchsetzte. Nach der Säkularisation des Deutschen Ordens kam das Dorf unter die Herrschaft des Herzogtums Preußen. Herzog Albrecht von Preußen belehnte 1591 neben anderen die Söhne des Burggrafen Peter von Dohna (1483–1553) mit Reichertswalde. Damit wurde die Dynastie Dohna-Reichertswalde begründet, die die Gutsherrschaft bis 1945 ausübte.
Während der herzoglichen Ära stand Reichertswalde unter der Regionalverwaltung des Oberländischen Kreises. Das 1701 gegründete Königreich Preußen teilte 1752 den Oberländischen Kreis, und Reichertswalde wurde künftig von dem landrätlichen Kreis Mohrungen, später Landkreis Mohrungen, verwaltet. 1820 wurden für das „Dorf Reichertswalde“ 364 Einwohner und 58 Hufen (444 ha) Land angegeben (Vollständiges topographisches Wörterbuch des preußischen Staats). In Würdigung der vielfältigen Dienste der Familie von Dohna in öffentlichen Ämtern erhob Preußenkönig Friedrich Wilhelm IV. 1840 die Dohnaschen Güter einschließlich Reichertswalde zur Grafschaft Dohna.
Als 1874 in Preußen die Amtsbezirke eingerichtet wurden, erhielt die Landgemeinde Reichertswalde diesen Status, ihr wurden der Gutsbezirk Reichertswalde sowie drei weitere Landgemeinden zugeordnet. 1910 wurden für Reichertswalde folgende Einwohnerzahlen veröffentlicht: Landgemeinde 131, Gutsbezirk 839. 1928 kam es infolge der Aufhebung der Gutsbezirke zu einer Umstrukturierung der Landgemeinde Reichertswalde, deren Fläche und Einwohnerzahl sich verringerte. Für 1933 wurden nur noch 382 Einwohner angegeben, bis 1939 erhöhte sich deren Zahl auf 410.
Am Ende des Zweiten Weltkriegs wurde Reichertswalde im Januar 1945 von der Roten Armee überrollt. Zuvor war der letzte Gutsherr Adalbert-Victor Burggraf und Graf zu Dohna-Lauck (* 1914) zusammen mit den Einwohnern geflohen. Nach Kriegsende wurde der Ort unter polnische Verwaltung gestellt und in Markowo umbenannt.

## Schloss Reichertswalde

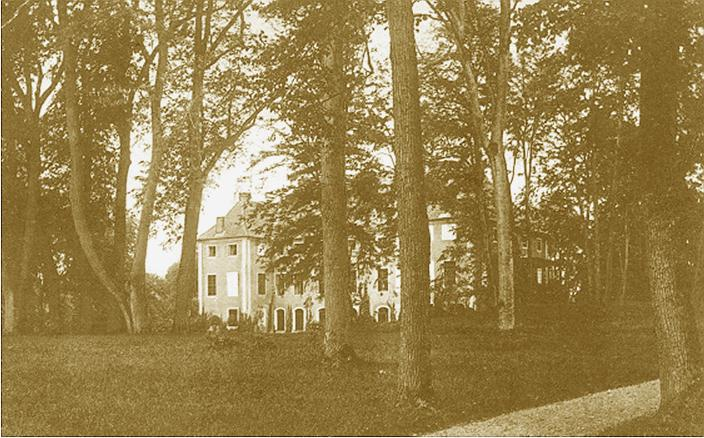
Schlossansicht um 1910

Der Ursprung des Schlosses geht auf ein um 1561 wehrhaft angelegtes zweistöckiges steinernes Bauwerk zurück, das von Wassergräben umgeben war. Christoph Friedrich zu Dohna-Lauck (1652–1734) erteilte dem königlich-preußischen Landbaumeister Johann Caspar Hindersin den Auftrag zum Bau eines neuen Herrschaftssitzes, der in den Jahren 1701 bis 1704 ausgeführt wurde. Es entstand ein barockes Schloss, in das Mauerteile des Vorgängerbaues integriert wurden. Es wurde ein dreigeschossiges Gebäude auf einem rechteckigen Grundriss errichtet, mit zwei seitlich positionierten Risaliten, die nach Osten hin weit über die Fassade hinausragen. Die Ostfront des Mitteltraktes wurde sechsachsig gegliedert. Die Fenster des Erdgeschosses wurden flachbogig eingefasst, die des Mittelgeschosses rechteckig. Das Obergeschoss wurde mit quadratischen Fenstern versehen. Alle Gebäudeteile erhielten ein ziegelgedecktes Walmdach, in das im 19. Jahrhundert im Mittelteil so genannte Fledermausluken eingebaut wurden. Nach 1905 wurden der Westfront zwei flankierende quadratische Türme angefügt. Die Zimmerdecken erhielten teils gewölbte, mit Stuck verzierte oder Balkendecken. Die Treppe wurde aus gewendelten Blockstufen errichtet und mit Schnitzwerk geschmückt. Bis 1945 enthielt das Schloss wertvolle Kunstschätze wie eine Gemäldesammlung holländischer Maler, Gobelins aus dem 17. Jahrhundert sowie wertvolles Mobiliar und Porzellan. Der Schlosspark wurde Anfang des 19. Jahrhunderts in einen Landschaftsgarten umgestaltet. 1945 wurden im Schloss Soldaten der Roten Armee einquartiert. Das Inventar wurde entweder zerstört oder ausgeraubt. Lediglich einige Familienporträts wurden gerettet und konnten im Dohna-Schlösschen Mohrungen ausgestellt werden. Später wurde das Schloss einem Staatsgut überlassen, das es für Wohnungen und Lagerraum nutzte. In den 1970er Jahren war das Schloss so verwahrlost, dass es aufgegeben werden musste und zur Ruine verfiel. Seit 2000 ist das Grundstück im Privateigentum.

## Söhne und Töchter
- Christoph Friedrich zu Dohna-Lauck (1652–1734), preußischer Erbfähnrich
- August von Dohna-Lauck (1728–1796), preußischer Generalmajor
- Gustav Schmischke (1883–?) Arzt, Gauleiter der NSDAP